# Novo dólar taiwanês
O Novo Dólar Taiwanês (chinês tradicional: 新臺幣 ou 新台幣, chinês simplificado: 新台币, pinyin: Xīntáibì) (código da moeda TWD e símbolo NT$), oficialmente novo dólar de Taiwan, ou simplesmente dólar taiwanês, é a moeda oficial da área de Taiwan da República da China desde 1949. O Novo dólar de Taiwan tem sido a moeda de Taiwan desde 1949, quando substituiu o dólar de Taiwan antigo, a uma taxa de 40 000 dólares por NT$. Em Mandarim, a unidade do dólar é referida como "元" ou "圓"
Originalmente emitida pelo Banco de Taiwan, vem sendo emitida pelo Banco Central da República da China desde 2000.

## História
O Novo dólar de Taiwan foi emitido pela primeira vez pelo Banco de Taiwan em 15 de junho de 1949, para substituir o Antigo dólar de Taiwan  em uma proporção de 40 000 para um. O primeiro objetivo do Novo dólar de Taiwan era acabar com a hiperinflação que assolou a China Nacionalista devido à Guerra Civil Chinesa.
Depois que os comunistas capturaram Pequim em janeiro de 1949, os nacionalistas começaram a se retirar para Taiwan. A reserva de ouro da China foi transferida para Taiwan em fevereiro.[carece de fontes?] O governo então declarou nas Provisões Temporárias Efetivas Durante o Período da Rebelião Comunista que os dólares emitidos pelo Banco de Taiwan se tornariam a nova moeda em circulação.
Embora o Novo dólar de Taiwan fosse a moeda de facto de Taiwan, durante anos o yuan de prata permaneceu como a moeda legal. O valor do yuan de prata foi desvinculado do valor da prata durante a Segunda Guerra Mundial. Muitos estatutos mais antigos têm multas e taxas dadas nesta moeda.
Segundo o estatuto, um yuan de prata vale três novos dólares de Taiwan. Apesar de décadas de inflação, esse índice não foi ajustado. Isso tornou o yuan de prata uma moeda puramente notacional há muito tempo, quase impossível de comprar, vender ou usar.
Quando as Disposições Temporárias se tornaram ineficazes em 1991, o ROC não possuía uma moeda nacional legal até o ano 2000, quando o Banco Central da China (CBC) substituiu o Banco de Taiwan na emissão de notas do NT. Em julho de 2000, o Novo dólar de Taiwan tornou-se a moeda legal de Taiwan. Não é mais secundário ao yuan de prata. Neste momento, o banco central começou a emitir novas notas de dólar de Taiwan, e as notas emitidas anteriormente pelo Banco de Taiwan foram retiradas de circulação

A taxa de câmbio comparada com o dólar dos Estados Unidos variou de menos de dez para um em meados da década de 1950, mais de quarenta para um nos anos 1960 e cerca de vinte e cinco para um em 1992. A taxa de câmbio em agosto de 2018 é de NT$ 30,7 por US$.